# Ючи (язык)
Язык ючи (Yuchi/Euchee) — язык племени Ючи/Tsoyaha (дети солнца), обитающего на юго-востоке США, в том числе на востоке Теннеси, западе Каролины, севере Джорджии и Алабамы в ранний период европейской колонизации. Позднее племя Ючи было насильственно переселено в штат Оклахома в начале 1800-х гг. Из-за культурной ассимиляции со стороны носителей крикского и английского языков осталось лишь несколько пожилых носителей. Притом, что в 1650 численность племени Ючи, по оценкам, составляла 1500 человек, в 2007 насчитывалось всего 3 человека, в достаточной степени владевшими языком ючи.

## Генеалогическая и ареальная информация
Ючи – язык-изолят, поскольку он не связан с каким-либо другим языком. Однако различные лингвисты утверждали, что этот язык имеет отдаленное родство с семьей Сиу: Сапир в 1921 и 1929 годах, Хаас в 1951 и 1964 годах, Эльмендорф в 1964 году, Рудус в 1974 году и Кроуфорд в 1979 году.
В 1997 году организация Euchee United Cultural Historical Educational Efforts (EUCHEE) заявила, что существует два разговорных диалекта: Duck Creek/Horecat и Bigpond, на которых говорят люди Ючи с этих территорий в Оклахоме.
На языке ючи говорят в основном в северо-восточной части Оклахомы, где народ Ючи проживает в современных округах Талса, Окмулги и Крик. 

## Социолингвистическая информация
При том, что в 1650 численность племени Ючи, по оценкам, составляла 1500 человек, в 1997 году на языке ючи говорили всего 12-19 старейшин. В 2009 году осталось только пять свободно говорящих людей, чьим родным языком не был английский, а в 2011 году - только один.
В 2016 году умерла старейшина Ючи Жозефина Уайлдкэт Биглер. Говоря на ючи как на своем родном языке, она принимала активное участие в записи и сохранении языка для будущих поколений.
Ее сестра Максин Уайлдкэт Барнетт, скончавшаяся 27 августа 2021 года, была последней старейшиной племени, свободно говорящей на ючи.

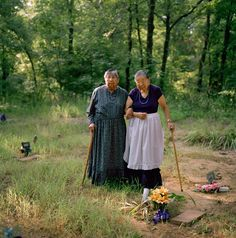
Сестры Максин Уайлдкэт Барнетт (слева) и Жозефина Уайлдкэт Биглер (1921-2016) посещают могилу своей бабушки на кладбище за часовней Пикетт в Сапалпе, штат Оклахома. По словам сестер, их бабушка настояла на том, чтобы ючи был их первым или родным языком.

В рамках проекта Euchee Language Project в Сапалпе, штат Оклахома, бесплатно проводятся уроки ючи.
По данным на 2016 год, 12 человек говорят на ючи, как на L2.

## Типологическая характеристика
Порядок слов в языке: subject–object–verb (SOV):
1. dze-tʔæ             wedin        ʔo-thwa
1S, NOMотец   корова      3SG,NOM-убить
Мой отец убил корову
Для непереходных предложений обычно используется порядок SV:
2. dzene    ge-sʔæthe...
собака 3SG,NOM-бежать
Собака бежала
Локус маркирования вершинный (и в предикации, и в посессивной именной группе).
см. пример 1
3. dzeneyo’agæ
dzene+yo-’agæ
собака+3sG(IMP).POSS-день 
собачий день
Тип ролевой кодировки - активно-стативный.
4. kes’ae dithe 
я бежал (я - агенс)
5. s'ae hedzeti
он меня ударил (он - агенс, я/меня - пациенс)
6. dzes’i’e
я низкий (я - пациенс)
Примеры показывают, что я-агенс (di) отличается от я-пациенса (dze).
По степени свободы выражения грамматических значений ючи в большей степени полисинтетический язык.
см. пример 3
7. K’ala ’aso’æne dithæ
k’ala  ’aso-’æne di-thæ
что-то 1SG.ACT/2SG.DAT-спросить 1SG.ACT-хотеть 
я хочу спросить у тебя что-то

## Фонология

### Согласные
Считается, что в ючи от 19 до 40 согласных, в зависимости от того, учитываются ли глоттализованные и лабиализованные согласные или считаются последовательностями с /ʔ/ и /w/ соответственно.
|             |               | Билабиальные | Альвеолярные | Альвеолярные | Палатальные | Велярные | Глоттальные |
| ----------- | ------------- | ------------ | ------------ | ------------ | ----------- | -------- | ----------- |
| центральные | латеральные   | Билабиальные |              |              | Палатальные | Велярные | Глоттальные |
| Взрывные    | без аспирации | p [p]        | t [t]        |              |             | k [k]    | ' [ʔ]       |
| Взрывные    | с аспирацией  | pʰ [pʰ]      | tʰ [tʰ]      |              |             | kʰ [kʰ]  |             |
| Взрывные    | звонкие       | b [b]        | d [d]        |              |             | g [ɡ]    |             |
| Взрывные    | абруптивные   | p' [pʼ]      | t' [tʼ]      |              |             | k' [kʼ]  |             |
| Аффрикаты   | без аспирации |              | ts [ʦ]       |              | ch [ʧ]      |          |             |
| Аффрикаты   | с аспирацией  |              | tsʰ [ʦʰ]     |              | chʰ [ʧʰ]    |          |             |
| Аффрикаты   | звонкие       |              | dz [ʣ]       |              | j [ʤ]       |          |             |
| Аффрикаты   | абруптивные   |              | ts' [ʦʼ]     |              | ch' [ʧʼ]    |          |             |
| Фрикативные | глухие        | f [f]        | s [s]        | ł [ɬ]        | sh [ʃ]      |          | h [h]       |
| Фрикативные | звонкие       | v [v]        | z [z]        | l [l]        |             |          |             |
| Назальные   |               |              | n [n]        |              |             |          |             |
| Скользящие  |               | w [w]        |              |              | y [j]       |          |             |

### Гласные
В ючи присутствуют ротовые и носовые гласные. Ниже представлены таблицы звуков относительно их ряда и подъема:
|                | передний | средний | задний |
| -------------- | -------- | ------- | ------ |
| верхний        | i        |         | ʊ, u   |
| средне-верхний | e        |         | o      |
| средний        |          | ə       |        |
| средне-нижний  | ɛ        |         | ʌ, ɔ   |
| нижний         | æ, a     |         |        |

|                | передний | средний | задний |
| -------------- | -------- | ------- | ------ |
| верхний        | ĩ, ɪ̃     |         |        |
| средне-верхний | ẽ        |         | õ      |
| средний        |          | ə̃       |        |
| средне-нижний  | ɛ̃        |         | ɔ̃      |
| нижний         | æ̃, ã     |         |        |

Длина гласных указывает на грамматическую функцию: превосходные или сравнительные формы прилагательных или ударение. Она может также указывать на сокращенные морфемы и, таким образом, является не фонологическим процессом, а морфологическим.

### Сокращения
Одним из наиболее важных аспектов морфофонологии ючи является распространенность сокращений. Под сокращением имеется в виду не просто сокращение слов, а, скорее, удаление звуков, которое, в свою очередь, влияет на окружающие гласные.
То, что может быть сокращено, зависит от двух основных факторов: звука, с которого начинается сокращенный слог, и ударения в слоге. Для того чтобы слог был сокращен, он должен начинаться с [+сонорного] согласного, то есть звонкого звука с относительно свободным прохождением воздуха. В ючи это включает такие звуки, как /n/, /ˀn/, /w/, /ˀw/, /j/, /ˀj/ (где /ˀ/ указывает на глоттализованный звук), фрикативный /ˀh/ и /Ɂ/. Слог также должен быть безударным, чтобы сокращаться.
Сокращение вызывает фонетические изменения в гласных, непосредственно предшествующих удаленному слогу. Для того чтобы носители языка ючи понимали грамматические особенности слов, используемых в сокращенных формах, гласные звуки чередуются, чтобы соответствовать удаленным звукам. Так, например, если бы морфема /ne/ была сокращена, гласная, предшествующая ей, стала бы назализированной, указывая на то, что носовой звук был потерян.

## Грамматика
Как и во многих языках коренных народов Америки, грамматика ючи является агглютинативной. Слова образуются путем добавления различных приставок и суффиксов к односложной или многосложной основе. Существуют отдельные мужские и женские регистры и своеобразная система классификации существительных, в которой номинальное различие проводится в отношении одушевленности, этнической принадлежности к ючи, родства и, для неодушевленных существительных, формы или пространственного положения.
В Ючи присутствуют послелоги, но отсутствуют предлоги:
yasʔa  lhahe kʔolha! 
лес     из       взять,IMPERA
Возьми это из леса
Большая часть информации в этом разделе взята из работы Вагнера (1938); некоторые из выводов Вагнера, особенно в отношении его интерпретации терминологии родства ючи и некоторых аспектов его описания местоимений, были оспорены.

### Глаголы
Глаголы состоят из односложной или многосложной основы, модифицированной почти исключительно суффиксом. В ючи есть атрибутивные глаголы, то есть в языке очень мало различий между глаголами и прилагательными, как частями речи. По этой причине глаголы и прилагательные практически идентичны.

#### Время
Концепт временной формы глагола слабо реализован в ючи и в некоторых случаях больше соответствует виду, чем времени. Прошедшее время обычно выражается суффиксом основы глагола.
- -djin прошедшее ("ели")
- -dji'nfwa прошедшее ("съел")
- -djinfa'               обычное прошлое ("привык есть")
- -djinfwadji'n      эмфатическое прошедшее ("случилось поесть")
- -djigo'                неопределенное прошлое ("возможно, съел")

Есть также два способа выражения будущего времени. Первый, который обычно обозначает намерения или события ближайшего будущего, выражается удлинением, ударением и назализацией последнего слога основы глагола. Второе, относящееся к отдаленному будущему, выражается суффиксом -e'le.

#### Модальность
Модальность глагола также выражается через суффикс.
- -no     IMPERA ("иди!")
- -wo     призыв ("должен идти")
- -go     потенциал ("может идти")
- -ho     эмфатический ("пошел")
- -te     способность ("могу идти")

### Существительные
Существительные классифицируются в соответствии с широкой парадигмой одушевленных и неодушевленных предметов, которая выражается с помощью множества суффиксов артикля. Класс одушевленных существительных далее подразделяется на два подкласса. Первый из них включает всех людей, принадлежащих к племени ючи, и сам делится на очень сложную систему родственных отношений и гендерных речевых регистров. Второй подкласс одушевленных существительных охватывает всех людей за пределами племени ючи, а также животных, солнце и луну. Одушевленные (ючи) суффиксы выражают очень сложную систему родства и гендерно-обусловленной речи почти так же, как и местоимения третьего лица.
- -no           любые мужчина или женщина из племени Ючи (используется мужчинами и женщинами)
- -sen'o      любая более молодая (для мужчин родственница) женщина (используется мужчинами и женщинами)
- -s'en'o     младший родственник мужского пола (используется только женщинами)
- -eno        более взрослая родственница (используется мужчинами и женщинами)
- -ono        более молодой мужчина-не-родственник или любой другой не-родственник (используется только женщинами)
- -ino         более взрослый родственник мужского пола (используется только женщинами)
- -weno'     все другие одушевленные существа

Неодушевленные же существительные делятся на три группы: вертикальные, горизонтальные и круглые объекты или те, которые никоим образом не соответствуют ни одной из двух других групп.

### Местоимения
Система местоимений в ючи чрезвычайно сложная. За исключением нескольких эмфатических форм,местоимение всегда присоединяется как суффикс к основе глагола или существительного. Существует восемь различных наборов местоимений.
Первый набор, называемый Субъективным рядом, обозначает субъектное отношение местоимения к глаголу. Ряды 1 и 2 являются близкими вариациями, которые представляют общий и конкретный объект, соответственно, тогда как "независимый ряд" представляет отдельные местоимения.
|    | субъективный ряд 1 | субъективный ряд 2 | независимый ряд |
| -- | ------------------ | ------------------ | --------------- |
| 1S | di-                | do-                | di              |
| 2S | ne-                | yo-                | tse             |

Местоимения третьего лица следуют сложной модели родства и гендерно-обусловленной речи, которая очень близко соответствует суффиксам одушевленных существительных.
- ho- / ho- / hodi        любые мужчина или женщина из племени Ючи (используется мужчинами и женщинами)
- se- / sio- / sedi        любая более молодая (для мужчин родственница) женщина (используется мужчинами и женщинами)
- s'e- / s'io- / s'edi      младший родственник мужского пола (используется только женщинами)
- e- / eyo- / edi          более взрослая родственница (используется мужчинами и женщинами)
- o- / o- / odi              более молодой мужчина-не-родственник или любой другой не-родственник (используется только женщинами)
- i-                             более взрослый родственник мужского пола (используется только женщинами)
- we- / yo- / wedi'      все другие одушевленные существа

Местоимения первого лица во множественном числе являются включающими и исключительными, и существует несколько форм третьего лица, специфичных для родственников.
|     | субъективный ряд 1 | субъективный ряд 2 | независимый ряд |
| --- | ------------------ | ------------------ | --------------- |
| 1PL | o- / no-           | o- / no-           | odi' / nodi'    |
| 2PL | a-                 | a'yo-              | a'dze           |

Некоторые местоимения третьего лица единственного числа также удваиваются как местоимения множественного числа.
- ho- / ho- / hodi        любые мужчина или женщина из племени Ючи (используется мужчинами и женщинами)
- o- / o- / odi              во множественном числе относится к любому младшему Ючи, независимо от родства или пола (используется только женщинами)
- i-                             во множественном числе относится к любому старшему Ючи, независимо от родства или пола (используется только женщинами)
- we- / yo- / wedi'      все другие одушевленные существа

Следующий набор, называемый Объективным рядом, обозначает прямое или косвенное объектное отношение местоимения к глаголу. В остальном он функционирует идентично Субъективному ряду; два набора местоимений различаются их относительным положением в глагольном комплексе.
|    | прямой ряд 1 | прямой ряд 2 | непрямой ряд |
| -- | ------------ | ------------ | ------------ |
| 1S | di-          | do-          | di           |
| 2S | ne-          | yo-          | tse          |

Местоимения третьего лица единственного числа идентичны местоимениям Субъективного ряда.
- ho- / ho- / hodi        любые мужчина или женщина из племени Ючи (используется мужчинами и женщинами)
- se- / sio- / sedi       любая более молодая (для мужчин родственница) женщина (используется мужчинами и женщинами)
- s'e- / s'io- / s'edi     младший родственник мужского пола (используется только женщинами)
- e- / eyo- / edi          более взрослая родственница (используется мужчинами и женщинами)
- o- / o- / odi              более молодой мужчина-не-родственник или любой другой не-родственник (используется только женщинами)
- i-                             более взрослый родственник мужского пола (используется только женщинами)
- we- / yo- / wedi'      все другие одушевленные существа

|     | прямой ряд 1     | прямой ряд 2       | непрямой ряд   |
| --- | ---------------- | ------------------ | -------------- |
| 1PL | ondze- / ondzio- | ondzio- / nondzio- | ontso / nonsto |
| 2PL | andze-           | andzio-            | aso            |

Как и выше, местоимения третьего лица множественного числа идентичны местоимениям Субъективного ряда.
- ho- / ho- / hodi        любые мужчина или женщина из племени Ючи (используется мужчинами и женщинами)
- o- / o- / odi              во множественном числе относится к любому младшему Ючи, независимо от родства или пола (используется только женщинами)
- i-                             во множественном числе относится к любому старшему Ючи, независимо от родства или пола (используется только женщинами)
- we- / yo- / wedi'      все другие одушевленные существа

#### Возвратные местоимения
Возвратные местоимения представляют собой объединение местоимений Объективного ряда 1 и Субъективного ряда 1 ("Рефлексивный ряд 1") или Субъективного ряда 2 ("Рефлексивный ряд 2").
|    | возвратный ряд 1 | возвратный ряд 2 |
| -- | ---------------- | ---------------- |
| 1S | tse di-          | do'-             |
| 2S | nendze ne'-      | yo'-             |

- hode'- / hondio'-        любые мужчина или женщина из племени Ючи (используется мужчинами и женщинами)
- siode'- / siodio'-         любая более молодая (для мужчин родственница) женщина (используется мужчинами и женщинами)
- s'iode'- / s'iodio'-        младший родственник мужского пола (используется только женщинами)
- e'yode- / eyondio'-     более взрослая родственница (используется мужчинами и женщинами)
- ode'- / odio'-               более молодой мужчина-не-родственник или любой другой не-родственник (используется только женщинами)
- yode'- / yondio'-          более взрослый родственник мужского пола (используется только женщинами)

Возвратные местоимения множественного числа демонстрируют кластичность в первом лице и идентичны нерефлексивным с точки зрения родства и гендерно-обусловленной речи.
|     | возвратный ряд 1      | возвратный ряд 2      |
| --- | --------------------- | --------------------- |
| 1PL | ondzeo'- / nondzeno'- | ondzeo'- / nondzeno'- |
| 2PL | andzea'-              | andzea'yo-            |

Возвратные местоимения множественного числа функционируют идентично своим нерефлексивным аналогам в третьем лице.
- hode'- / hondio'-        любые мужчина или женщина из племени Ючи (используется мужчинами и женщинами)
- ode'- / odio'-               более молодой мужчина-не-родственник или любой другой не-родственник (используется только женщинами)
- yode'- / yondio'-          более взрослый родственник мужского пола (используется только женщинами)

### Отрицание
Весь глагольный комплекс можно отрицать, используя один из двух префиксов, na- или ha-, которые идентичны по значению.

### Вопросительная форма
В прямой речи, где предложение начинается не с вопросительного местоимения, вопросительные формы образуются суффиксом -le. Если вопрос подразумевает какое-то действие в будущем, вместо него используется суффикс -yi.

## Список сокращений
- 3SG - третье лицо единственного числа
- 1S - первое лицо единственного числа
- 2S - второе лицо единственного числа
- 1PL - первое лицо множественного числа
- 2PL - второе лицо множественного числа
- NOM - номинатив (Им.п.)
- IMPERA - императив (повелительное наклонение)
- POSS - посессивная форма